# Říční rameno

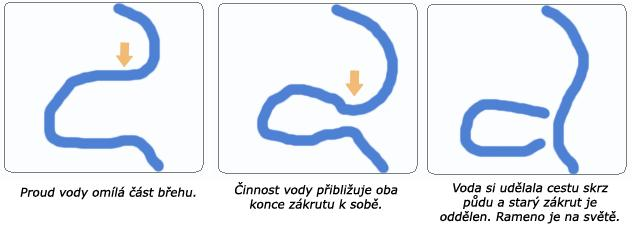
Proces vzniku mrtvých říčních ramen

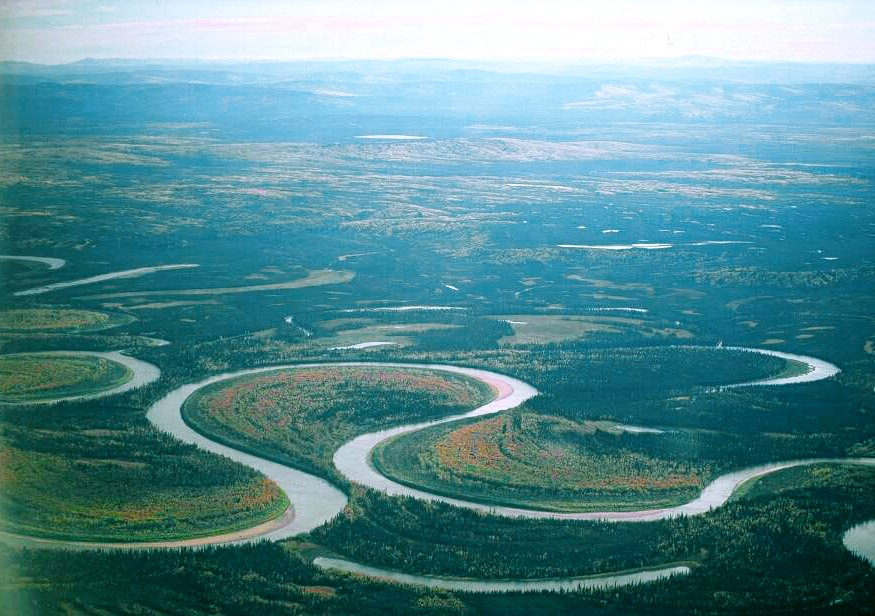
Meandry a mrtvá říční ramena na řece Nowitna na Aljašce

Říční rameno je postranní koryto řeky; obdobně může mít rameno i jiný vodní tok, například potok. Vyskytuje se v místech, kde vodní tok meandruje nebo v nedávné době meandroval. Při tomto dynamickém procesu vznikají, posunují se a zanikají říční koryta. Tam, kde vodní tok obtéká ostrov, hovoříme podle místních poměrů buď o tom, že se dělí na dvě ramena, nebo o hlavním toku a rameni.

## Druhy říčních ramen
Říční ramena procházejí určitým "životním cyklem". Na začátku je hlavní koryto, které meandruje a stáčí se. Časem se však zákrut izoluje (nejprve z jedné, brzy i z druhé strany) a nakonec zcela zaniká.
- Vedlejší rameno - voda plně proudí korytem a v případě, že se nevrací do mateřské řeky, jedná se o bifurkaci, často se jedná o náhony.
- Rameno delty - rameno říční delty
- Slepé rameno (parapotamon) - koryto je z jedné strany izolované, voda proto téměř neproudí, průtok se mění podle průtoku v hlavním korytu.
- Mrtvé rameno (plesiopotamon) - koryto je uzavřené z obou stran. Časem se může přeměnit v tůň

Umělou obdobou přirozených říčních ramen jsou zejména náhony a postranní kanály, například plavební nebo regulační.

## Život v říčních ramenech
Říční ramena poskytují různorodé prostředí pro mnoho druhů rostlin a živočichů. Tato prostředí mohou obsahovat mokřadní rostliny, ryby, obojživelníky, ptáky a další organismy. Díky tomu jsou ramena často zásadními místy pro ochranu biodiverzity.
Tyto koryta mohou sloužit jako místa pro rozmnožování ryb a obojživelníků. Mají vhodné podmínky pro klidnou vodu, která je důležitá pro vývoj mláďat těchto druhů.
Mokřady a lužní lesy v okolí říčních ramen mohou pohlcovat znečištění z povrchové vody a pomáhat čistit vodu, což má pozitivní dopad na ekosystémy níže po proudu.
Říční ramena slouží také jako záplavové pláně, která mohou pohltit nadměrné množství vody během povodní a chránit okolní oblasti před povodněmi.
Pro mnoho živočichů jsou říční ramena důležitým zdrojem potravy. Ryby, obojživelníci a hmyz, který se vyskytuje v okolí ramen, jsou základními součástmi potravy pro řadu druhů ptáků a savců.